# Puebla de Alcocer
Puebla de Alcocer est une commune d’Espagne, dans la province de Badajoz, communauté autonome d'Estrémadure.